# Boria Sax
Boria Sax (nar. 1949) je americký filozof a historik vědy, který v současnosti působí na Mercy College v New Yorku. Je známý především jako autor knih o vztazích mezi člověkem a zvířaty a o roli zvířat v lidských dějinách, kultuře a mytologii. Celkem napsal již 15 knižních titulů, většinou právě s touto tematikou. Knihu Dinomania ("Dinománie") pak věnoval roli druhohorních dinosaurů v lidské kultuře a mytologii.

## Biografie
Jeho otec Saville Sax (1924 - 1980) je známý jako jeden ze špionů, kteří ukradli tajemství atomové bomby Američanům a předali jej Sovětům. O tomto tématu Sax sepsal knihu a množství statí. Dnes působí také jako konzultant pro organizace Amnesty International, Helsinki Watch a Human Rights Internet. Jeho knihy byly přeloženy do francouzštiny, japonštiny, korejštiny, turečtiny a češtiny.